# Eparchia di Gatčina

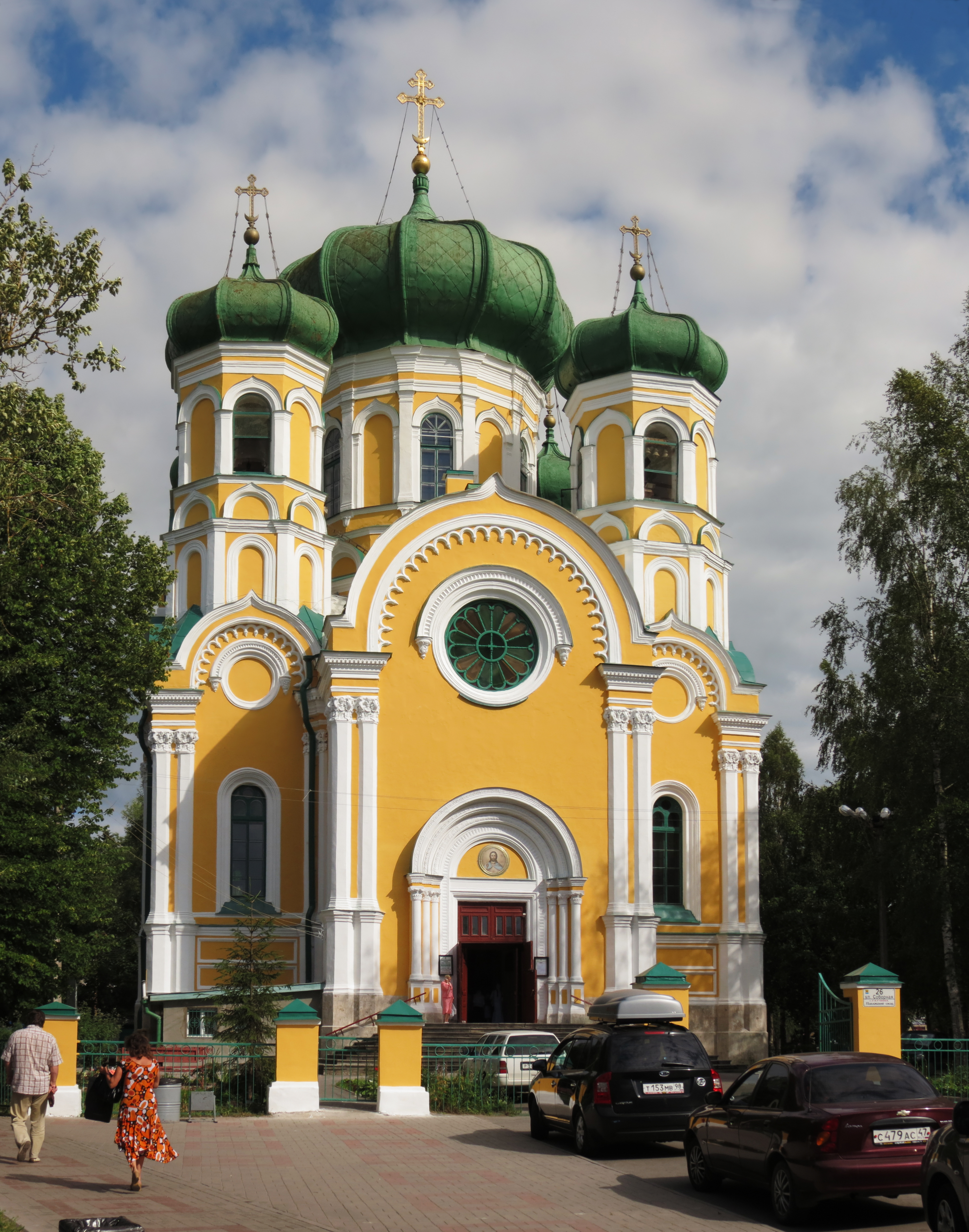
La cattedrale di San Paolo apostolo di Gatčina.

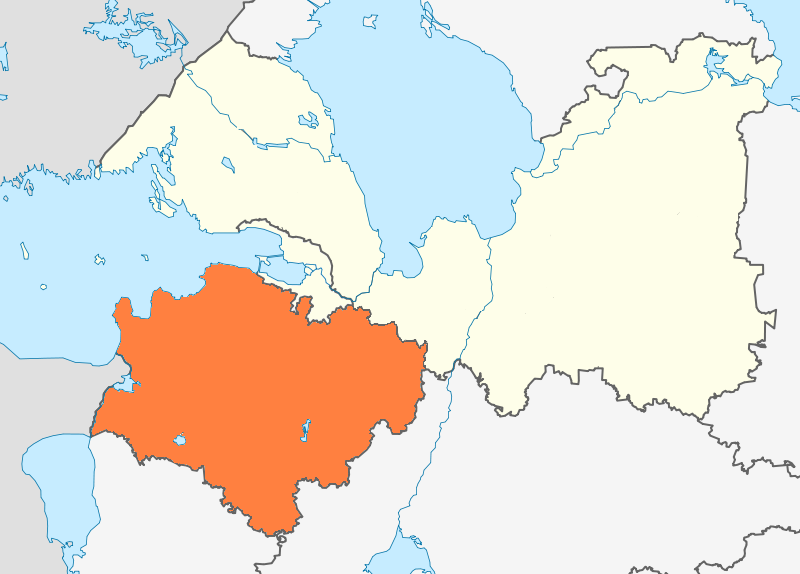
Mappa dell'eparchia.

L'eparchia di Gatčina (in russo Гатчинская епархия?) è una diocesi della Chiesa ortodossa russa, appartenente alla metropolia di San Pietroburgo.

## Territorio
L'eparchia comprende i rajon Volosovskij, Gatčinskij, Kingiseppskij, Lomonosovskij, Lužskij, Tosnenskij, Slancevskij e la città di Sosnovyj Bor nell'oblast' di Leningrado nel circondario federale nordoccidentale.
Sede eparchiale è la città di Gatčina, dove si trova la cattedrale di San Paolo apostolo.
L'eparca ha il titolo ufficiale di «eparca di Gatčina e Luga».

## Storia
L'eparchia è stata eretta dal Santo Sinodo della Chiesa ortodossa russa il 12 marzo 2013, ricavandone il territorio dall'eparchia di San Pietroburgo e contestualmente è entrata a far parte della metropolia di San Pietroburgo.